# Наше дело правое

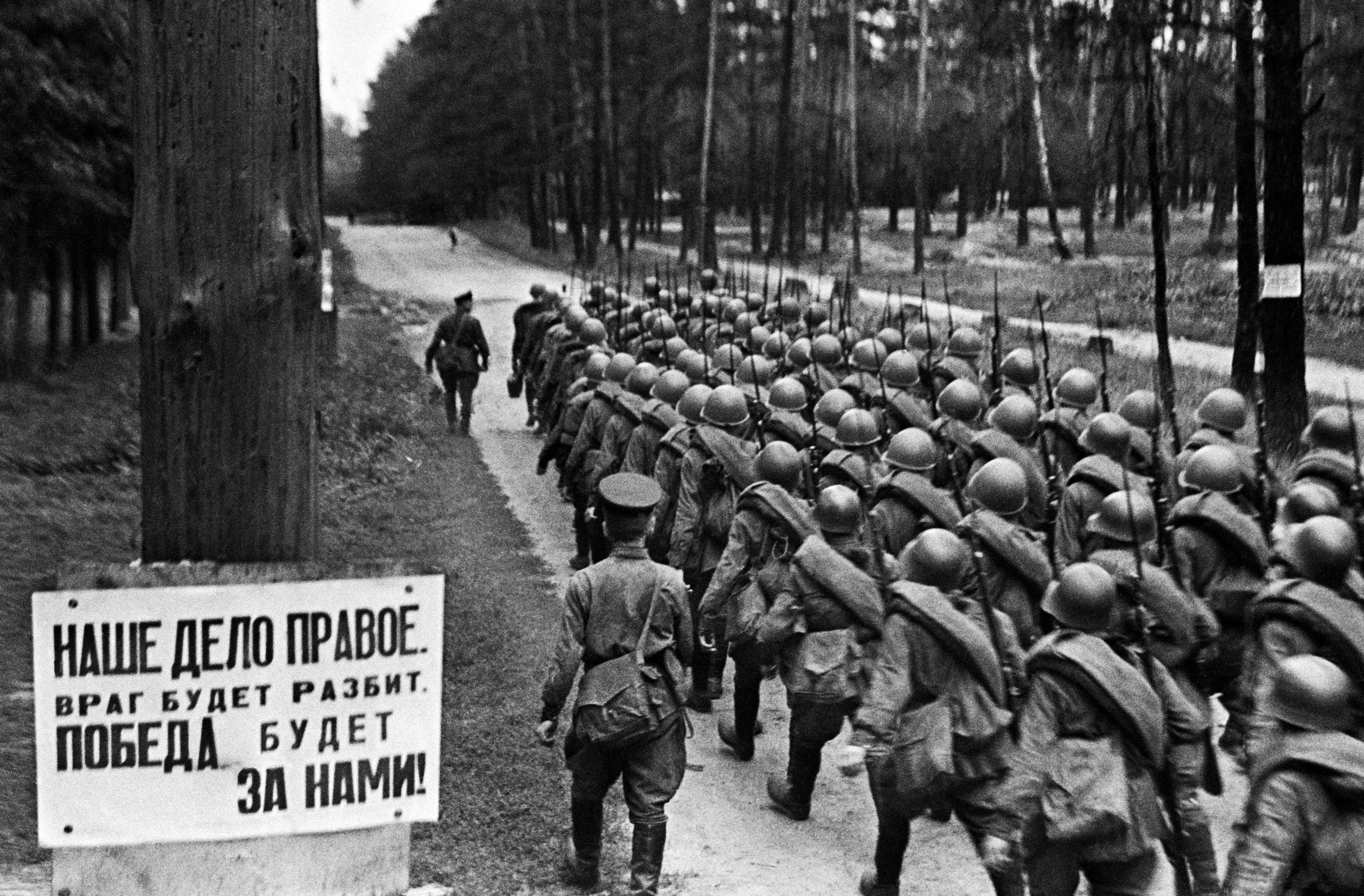
Мобилизация. Колонна бойцов движется на фронт. Фото А. С. Гаранина, 23 июня 1941

«Наше дело правое, враг будет разбит, победа будет за нами!» — заключительная фраза обращения к советскому народу, которое заместитель Председателя Совета народных комиссаров СССР Вячеслав Михайлович Молотов зачитал в 12 часов дня 22 июня 1941 года — в день начала Великой Отечественной войны.

## История
Фраза составлена из выражений, обычных для эпохи Первой мировой и гражданской войн, например: «Наше дело — правое дело» (речь П. Н. Милюкова в Государственной думе 26 июля 1914 года). «Новое время», 27 июля. «Наше дело право и мы победим!» Статья «Наши победы» в «белой» газете «Кубанский край», 8 января 1919, «Враг будет разбит». Воззвание генерала А. Н. Пепеляева к населению Пермской губернии, июль 1919, листовка.
Выражение «Наше дело правое» встречается в работе Владимира Ильича Ленина 1903 года «К деревенской бедноте»: «…Рабочие не сдаются. Они продолжают борьбу. Они говорят: никакие преследования, ни тюрьмы, ни ссылка, ни каторга, ни смерть не устрашат нас. Наше дело правое. Мы боремся за свободу и счастье всех, кто трудится. Мы боремся за избавление от насилия, от угнетения, от нищеты десятков и сотен миллионов народа. Рабочие становятся все более и более сознательными. Число социал-демократов быстро увеличивается во всех странах. Мы победим, несмотря ни на какие преследования».

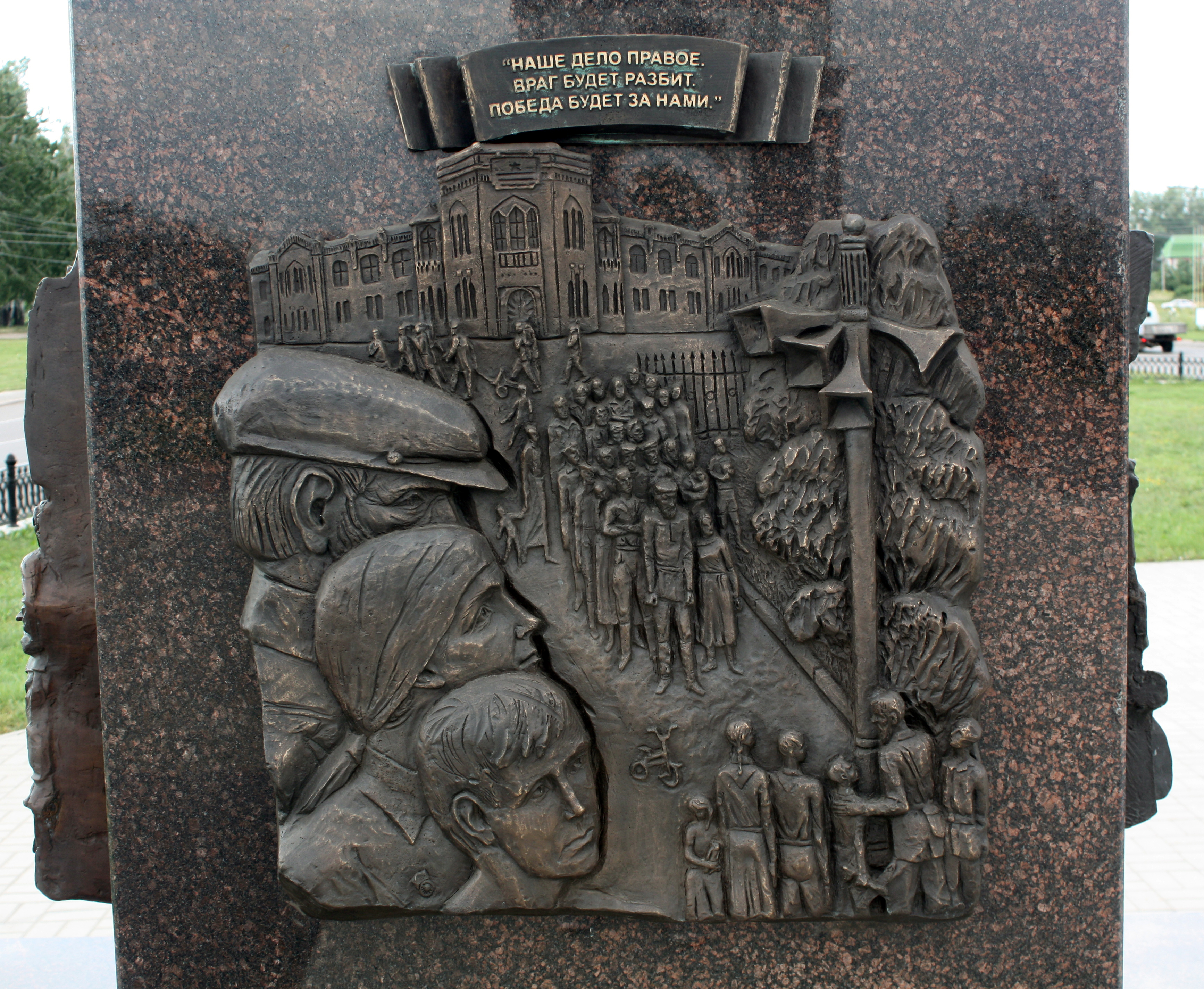
Барельеф на стеле «Город воинской славы» в Курске

Нередко ошибочно считают, что лозунг впервые был произнесён  И. В. Сталиным, но впервые фраза была произнесена В. М. Молотовым в обращении к советскому народу, зачитанном в 12 часов дня 22 июня 1941 года. Текст обращения Молотова был согласован со Сталиным.
Призыв с некоторыми вариациями, а также по частям неоднократно повторялся в печатных изданиях и устных обращениях вплоть до конца Великой Отечественной войны. Его произнёс и Сталин в своём первом выступлении по радио 3 июля 1941 года: «…все народы нашей страны, все лучшие люди Европы, Америки и Азии, наконец, все лучшие люди Германии… видят, что наше дело правое, что враг будет разбит, что мы должны победить».
При использовании фразу часто сокращают, например: «наше дело правое, мы победим» или «враг будет разбит, победа будет за нами».
Лозунг получил вторую жизнь в 1945 году при учреждении медалей «За победу над Германией в Великой Отечественной войне 1941—1945 гг» и «За доблестный труд в Великой Отечественной войне 1941—1945 гг». Надпись вокруг погрудного изображения Сталина гласила: «Наше дело правое — Мы победили».
Уже после войны в конце 1940-х и 1950-х годах вручались почётные грамоты с этим лозунгом. Фразу можно увидеть и на памятниках, посвящённых Великой Отечественной войне.